# Saint-Oyen (Savoie)
Pour les articles homonymes, voir Saint-Oyen.
Saint-Oyen est une ancienne commune française située dans le département de la Savoie, en région Auvergne-Rhône-Alpes.
Au 1er janvier 2019, elle forme la commune nouvelle de Grand-Aigueblanche avec les communes d'Aigueblanche et de Le Bois.

## Géographie

### Situation
Dans la vallée de la Tarentaise, le village de Saint-Oyen est situé à 586 m d'altitude sur le versant gauche du Morel, affluent de L'Isère. Il domine le bassin d'Aigueblanche et fait partie de la communauté de communes des Vallées d'Aigueblanche.

### Communes limitrophes
À la suite des regroupements de communes de 1971-72 auxquelles elle n'a pas participé, la commune de Saint-Oyen se retrouve aujourd'hui enclavée entre la commune de  La Léchère (incluant Celliers, Doucy, Nâves, Notre-Dame-de Briançon, Petit-Cœur et Pussy) et celle d'Aigueblanche (incluant Bellecombe-en-Tarentaise, Grand-Cœur et Villargerel).

## Toponymie
Le nom de la paroisse, puis de la commune, est celui de son saint patron, Oyen ou Oyand (latin : Eugendus) (v. 450-510), quatrième abbé de Condat,. D'après Albert Dauzat et Charles Rostaing, cette origine est partagée avec Saint Héand, Saint-Gein et Saint Yan.
Durant l'occupation du duché de Savoie, période de la Terreur, elle fut brièvement « Primejour » avant de redevenir Saint-Oyen en 1795,.
En francoprovençal, le nom de la commune s'écrit Sint-Ouin (graphie de Conflans) ou Sent-Oyen (ORB).

## Politique et administration

### Administration municipale
| Période                                  | Période  | Identité              | Étiquette | Qualité |
| ---------------------------------------- | -------- | --------------------- | --------- | ------- |
| avant 1988                               | ?        | Louis-Camille Labrude | PCF       |         |
| mars 2008                                | En cours | Thierry Brunier       | ...       | ...     |
| Les données manquantes sont à compléter. |          |                       |           |         |

### Intercommunalité
La commune fait partie de la communauté de communes des Vallées d'Aigueblanche.

### Jumelages
- Saint-Oyen (Italie), depuis 1986 ;
- Saint-Oyens (Suisse), depuis 1986 ;
- Montbellet (France), pour son hameau Saint-Oyen, depuis 2002.

## Population et société

### Démographie
L'évolution du nombre d'habitants est connue à travers les recensements de la population effectués dans la commune depuis 1793. Pour les communes de moins de 10 000 habitants, une enquête de recensement portant sur toute la population est réalisée tous les cinq ans, les populations de référence des années intermédiaires étant quant à elles estimées par interpolation ou extrapolation. Pour la commune, le premier recensement exhaustif entrant dans le cadre du nouveau dispositif a été réalisé en 2004.

En 2016, la commune comptait 220 habitants, en évolution de +6,8 % par rapport à 2010 (Savoie : +3,63 %, France hors Mayotte : +2,11 %).
| 1793 | 1800 | 1806 | 1822 | 1838 | 1848 | 1858 | 1861 | 1866 |
| ---- | ---- | ---- | ---- | ---- | ---- | ---- | ---- | ---- |
| 207  | 125  | 249  | 261  | 235  | 238  | 205  | 189  | 183  |

| 1872 | 1876 | 1881 | 1886 | 1891 | 1896 | 1901 | 1906 | 1911 |
| ---- | ---- | ---- | ---- | ---- | ---- | ---- | ---- | ---- |
| 165  | 156  | 158  | 173  | 169  | 188  | 174  | 178  | 196  |

| 1921 | 1926 | 2004 | 2006 | 2009 | 2014 | 2016 | - | - |
| ---- | ---- | ---- | ---- | ---- | ---- | ---- | - | - |
| 159  | 170  | 209  | 211  | 204  | 219  | 220  | - | - |

### Médias

#### Radios et télévisions
La commune est couverte par des antennes locales de radios dont France Bleu Pays de Savoie… Enfin, la chaîne de télévision locale TV8 Mont-Blanc diffuse des émissions sur les pays de Savoie. Régulièrement, l'émission La Place du village expose la vie locale. France 3 et sa station régionale France 3 Alpes peuvent parfois relater les faits de vie de la commune.

#### Presse et magazines
La presse écrite locale est représentée par des titres comme Le Dauphiné libéré, etc.

#### Internet
La commune a été plusieurs fois récompensée pour sa politique Internet par le label « Ville Internet » au début des années 2000.

## Culture locale et patrimoine

### Lieux et monuments
- Église paroissiale dédiée à Oyand de Condat, de style baroque et consacrée en 1701[9].